# I don't love you
«I don't love you» es una canción de género power ballad de la banda estadounidense My Chemical Romance. Es la sexta pista del álbum The Black Parade y su tercer sencillo para el Reino Unido, Australia, Filipinas y otros países. Fue lanzado el 2 de abril de 2007 en el Reino Unido, a raíz de la popularidad de «Welcome to the Black Parade» y «Famous last words». La banda decidió lanzar «Teenagers» como tercer sencillo para Estados Unidos, y no «I don't love you». Lanzaron el sencillo en Canadá el 19 de marzo en MuchMusic. La canción obtuvo cuatro de cinco estrellas de calificación en Pitchfork Media, quienes dijeron: «Es la primera power ballad que han creado, y bueno, definitivamente deberían pensar en crear docenas más».

## Historia
Cuando la banda estaba de gira en su autobús en el 2005 comenzaron a grabar la canción utilizando el autobús como estudio de grabación. La banda puede ser vista tocando una versión preliminar de la canción en su álbum de video Life on the murder scene, en el minuto 1:57:12 del primer DVD.

## Videoclip
El videoclip del sencillo fue dirigido por Marc Webb, quien había dirigido previamente los tres videos del álbum Three cheers for sweet revenge. Fue elegido en vez de Samuel Bayer, quien dirigió los dos videos anteriores del disco The Black Parade.
El video trata sobre dos amantes en un mundo abstracto (interpretados por el actor Colton Haynes y Cassandra Church), que muestra cómo va agonizando poco a poco su amor, hasta que el protagonista deja a su amante de lado. En el final del video, uno de los amplificadores explota junto a dos guitarras. Y en un momento, Frank Iero lanza su guitarra y Gerard Way, el micrófono. También muestran a los miembros cayendo sin aterrizar, en el orden de Mikey Way, Ray Toro, Bob Bryar, Frank Iero, Gerard Way. El video también tiene controversia, ya que el protagonista presenta blackface. El video está en formato blanco y negro, quizás para provocar más contraste entre los protagonistas. También se puede observar a Gerard Way con su pelo recién teñido negro (o sea desde diciembre de 2006). El 7 de marzo de 2007, la banda estrenó su video exclusivamente en su canal de YouTube (y llegó a ser uno de los videos más vistos en la historia de YouTube) y en su MySpace. El video apareció en Kerrang! TV para el Reino Unido el 9 de marzo del 2007 y en Channel 4 el 8 de marzo.

## Lista de canciones
Versión 1 (CD promocional)
1. «I don't love you» – 3:58

Versión 2 (CD y disco de vinilo)
1. «I don't love you» – 3:58
2. «Cancer» (en vivo en Berlín) – 2:37

Versión 3 (disco de vinilo)
1. «I don't love you» – 3:58
2. «House of wolves» (en vivo en Berlín) – 2:57

Versión 4 (CD)
1. «I don't love you» – 4:00
2. «Cancer» (en vivo en Berlín) – 2:39
3. «House of wolves» (en vivo en Berlín) – 2:57

Versión 5 (descarga digital)
1. «I don't love you» (en vivo para Sessions@AOL) – 3:57

Versión 6 (EP, descarga digital)
1. «I don't love you» (en vivo para Sessions@AOL) – 3:55
2. «Cancer» (en vivo en Berlín) – 2:37
3. «House of wolves» (en vivo en Berlín) – 2:56